# Gonomyia taeniata
Gonomyia taeniata là một loài ruồi trong họ Limoniidae. Chúng phân bố ở miền Tân bắc.